# M 91 (галактика)
Messier 91 (Мессье́ 91, M 91, другие обозначения — NGC 4548, IRAS12328+1446, UGC 7753, ZWG 99.96, MCG 3-32-75, VCC 1615, PGC 41934) — спиральная галактика с перемычкой (тип SBb), находится на расстоянии около 56 млн световых лет в созвездии Волосы Вероники, входит в скопление Кома.
Этот объект входит в число перечисленных в оригинальной редакции «Нового общего каталога».
Галактика M 91 — хороший пример спиральной галактики с баром (перемычкой). Её галактические рукава начинаются не из центра галактики а из концов бара, за пределами галактического ядра. Происхождение бара в подобных галактиках до сих пор остаётся неясным.
M 91 относится к так называемым «галактикам с вереницами» (длинными прямыми изолированными отрезками спиральных рукавов), которые выделил Б. А. Воронцов-Вельяминов. Один из спиральных рукавов здесь содержит хорошо определённые «вереницы», ограниченные с внутренней стороны тонкой пылевой «дорожкой».